# Yemi Gadri-Nicholson
Bertengeh O. „Yemi” Gadri-Nicholson (ur. 7 czerwca 1983 w Corvallis) – amerykański koszykarz nigeryjskiego pochodzenia, występujący na pozycjach skrzydłowego oraz środkowego.

## Osiągnięcia
NCAA
- Zawodnik Roku konferencji Sun Belt (2005)
- Zaliczony do składów:
  - składu All-American Honorable Mention (2005 przez AP)
  - I składu Sun Belt (2005, 2006)[1]
- Lider konferencji Sun Belt w:
  - punktach (2006)[2]
  - blokach (2005)[2]
  - skuteczności rzutów z gry (2005)[2]

Drużynowe
- 2-krotny wicemistrz Czech (2011, 2012)
- Brązowy medalista mistrzostw Polski (2014)[3]
- Zdobywca Superpucharu Polski (2013)
- 4. miejsce w Pucharze Czech (2011, 2012)
- 2-krotny uczestnik rozgrywek EuroChallenge (2011, 2012)

Indywidualne
- MVP 9. tygodnia Eurocupu (2006/07)[1]
- Uczestnik meczu gwiazd TBL vs NBL (2013)[4]
- Lider PLK w:
  - średniej bloków sezonu regularnego (2013)
  - skuteczności rzutów wolnych (2014)
- III skład PLK według dziennikarzy (2013)[5]